# As-Sahn
As-Sahn (arab. الصحن) – miejscowość w Syrii, w muhafazie Idlib. W 2004 roku liczyła 2035 mieszkańców.